# Kazimir III. Poljski
Kazimir III. Poljski ali Kazimir Veliki, poljski kralj, * 30. april 1310, Kujavija, † 5. november 1370, Krakov.
Kazimir, ki je vladal od leta 1333, je bil zadnji pjastovski kralj. Imenovali so ga  tudi "kmečki kralj", ker je skušal biti pravičen do vseh stanov. Bil je spreten diplomat, ki se je znal prilagoditi razmeram. Odpovedal se je Šleziji in Pomorjanskemu in s tem končal spor s Češko in Tevtonskim viteškim redom. Ozemlja, izgubljena na zahodu, je nadomestil z osvojitvami na vzhodu, v Rdeči Ruteniji, in s tem razširil Poljsko preko njenih etničnih meja. Kraljestvu je podredil mazovijske kneževine. Podpiral je razvoj gospodarstva, poenotil upravljanje in delno tudi pravni red, dal je zapisati dotlej nenapisane zakone, mestom je podeljeval samoupravo, ustanovil je krakovsko univerzo. Okrepil je občutek enotnosti dežele, tako da po njegovi smrti ni več prihajalo do poskusov obnavljanja prejšnjih vojvodin in kneževin.

## Mladost
Kazimir je bil tretji sin poljskega kralja Vladislava I. in Jadvige, hčerke velikopoljskega kneza Boleslava Pobožnega. Prestolonaslednik je postal že v tretjem letu starosti, ker sta dotlej umrla oba njegova starejša brata. Na vladanje ga je pripravljal Jaroslav, kasnejši gnizenski nadškof in Kazimirjev svetovalec.
Kazimirja je oče leta 1325 poročil z Aldono-Ano, hčerko litvanskega velikega kneza Gediminasa. Poroka naj bi vzpostavila prijateljsko vez med dotlej sovražnima deželama. Aldona-Ana je sprejela krščanstvo in v znak sprave med Poljsko in tedaj še pogansko Litvo pripeljala s seboj na Poljsko na tisoče (kronika navaja številko 24.000) poljskih vojnih ujetnikov.
Leta 1333, po smrti očeta, je Kazimir postal poljski kralj.

## Poljski kralj

### Zunanja politika
Kazimir je bil razumen in spreten politik, ki je imel občutek za realnost. Raje se je posluževal diplomacije kot vojne, čeprav se slednji ni povsem odpovedal.
Na začetku Kazimirjevega vladanja se je Poljska srečevala s številnimi težavami: češki kralj je zahteval poljsko krono zase; vitezi Tevtonskega reda so si lastili Vzhodno Pomorjansko in zasedali vedno nova poljska ozemlja; država ni imela močnih zaveznikov. Z vrsto pogajanj in pogodb, sklenjenih v obdobju 1335-48 z  Ogrsko, Češko in Tevtonskim viteškim redom, je dobil Kazimir močnega zaveznika v Ogrski ter se odpovedal Šleziji in Vzhodnemu Pomorjanskemu, ozemljem, za katera je ocenil, da bi jih bilo v danih okoliščinah nemogoče ponovno osvojiti. V zameno se je češki kralj Ivan Luksemburški odpovedal svojim zahtevam po poljski kroni, Tevtonski viteški red pa se je umaknil z okupiranih ozemelj Kujavije in Dobrzyna. Ko je imel zahodno mejo varno urejeno, je Kazimir obrnil svoje zanimanje proti vzhodu, kjer je nameraval nadoknaditi na zahodu izgubljena ozemlja: v letih 1345-66 je zavzel območja Przemyśla, Halicza, Podolja, Chełma, Włodzimierza (Rdeča Rutenija) in jih začel postopno vključevati (vendar nikdar docela) v poljsko državo. Pridobil si je zaupanje mazovskih knezov, ki so dolgo varovali svojo neodvisnost, da so se do leta 1351 podredili poljskemu kraljestvu; celo na zahodu so nekateri nemški plemiči raje izbrali Kazimirjevo kot Brandenburško pokroviteljstvo. 
Ozemlje, ki ga je Kazimir obvladoval (v  različnih stopnjah podrejenosti) je tako leta 1370 merilo kakih 230.000 km2. Pridobil si je velik ugled po vsej Evropi, kar najbolje dokazuje odziv na kongres, ki ga je leta 1364 organiziral v Krakovu; poleg cesarja Karla IV. so se ga udeležili ogrski, danski in ciprski kralj in veliko število drugih knezov. Na kongresu so se pogovarjali o enotnem odzivu na turško nevarnost, obenem pa proslavili cesarjevo poroko s Kazimirjevo vnukinjo Elizabeto Pomorjansko.

### Notranja politika
Doma je Kazimir vzpodbujal gospodarstvo in si prizadeval vpeljati enoten pravni red in enotno denarno enoto. Obdal se je s skupino zvestih mu ministrov, kakršni so bili kancler Jan Suchywilk, podkancler Janko iz Czarnkowa, krakovski kastelan Spytko iz Melsztyna, ki so uspeli, kljub vedno prisotnim separatističnim tendencam, uresničiti program notranje združitve dežele. V Krakovu so ustanovili posebno sodišče za reševanje vseh sporov in za pripravo Knjige tevtonskega prava (Liber juris  Teutonici). Prejšnje privilegije Judov so potrdili in jih dopolnili. Kazimirju je uspelo uveljaviti enotno zakonodajo na Velikopoljskem in na Malopoljskem, medtem ko so v Mazoviji in Rdeči Ruteniji obdržali svoje nenapisano pravo.
Ustanovljena so bila številna nova mesta (med njimi sta se dve imenovali Kazimierz), ki so dobila, tako kot mnoga stara mesta, privilegij samostojnega upravljanja (magdeburški pravni red). Kazimirju je bil pomemben tudi napredek kmečkega prebivalstva; zaslovel je kot vladar, pravičen za vse stanove, imenovali so ga celo "kmečki kralj". Skrbel je za kulturo, izobrazbo in znanost. Leta 1364 je bila v Krakovu ustanovljena  univerza, ki naj bi vzgajala domače pravnike in uradnike. 

## Družina in otroci
Kazimir je imel tri zakonite žene, ki pa mu niso rodile nobenega sina:
Leta 1325 se je poročil z Aldono-Ano (†1339), hčerko litvanskega velikega kneza Gediminasa in imel z njo dve hčeri:
- Elizabeta (~1326-1361) ∞ pomorjanski vojvoda Bogislav V., Pomorjansko-Wolgast-Stolp
- Kunigunda (~1328-1357) ∞ brandenburški vojvoda Ludvik I., sin cesarja Ludvika IV.

Drugi Kazimirjev  zakon z Adelheid, katere oče je bil deželni grof Heinrich II. von Hessen, je bil jalov, zato so Adelheid leta 1356 poslali domov.
Tretji zakon s Hedvigo, katere oče je bil vojvoda Heinrich V. von Sagan, je dal tri hčerke:
- Ana (1366-1425)  ∞ celjski grof Viljem; njuna edina hči, Ana Celjska, je postala žena poljskega kralja Vladislava II. Jagela
- Kunigunda (1367-1370)
- Hedviga (1368-1407).

Kazimir je imel številne izvenzakonske zveze, med katerimi se največ omenja lepa Judinja Esther, ki mu je menda rodila dva sina in več hčera.

## Težave z nasledstvom
Poroke Kazimirjevih hčera in vnukov so dodatno krepile Kazimirjev zunanjepolitični položaj. Celo sam cesar se je leta 1363, v svojem četrtem zakonu, poročil s Kazimirjevo vnukinjo Elizabeto Pomorjansko. Kazimir je tako imel sorodnike v različnih pomembnih dinastijah: Luksemburžanih, Wittelsbachih, Anžujcih in Jageloncih. Ni pa imel zakonitega naslednika. Nazadnje je problem nasledstva rešil tako, da je za naslednika določil svojega nečaka, sina sestre Elizabete, ogrskega kralja Ludvika I. Ker pa tudi Ludvik ni imel sina, je Kazimir v oporoki za Ludvikovega naslednika imenoval svojega vnuka, sina svoje najstarejše hčerke, słupskega (Zahodno Pomorjansko) kneza Kazimirja. Vendar so poljski velikaši to določilo oporoke razveljavili.
Za Kazimirja je bila usodna nesreča na lovu (1370). Nasledil ga je nečak, ogrski kralj Ludvik I. iz rodbine Anžujcev.